# Chyliza saegeri
Chyliza saegeri är en tvåvingeart som beskrevs av Verbeke 1968. Chyliza saegeri ingår i släktet Chyliza och familjen rotflugor.
Artens utbredningsområde är Kongo. Inga underarter finns listade i Catalogue of Life.